# Bembix flavescens
Bembix flavescens é uma espécie de insetos himenópteros, mais especificamente de vespas pertencente à família Crabronidae.
A autoridade científica da espécie é F. Smith, tendo sido descrita no ano de 1856.
Trata-se de uma espécie presente no território português.